# The Dawn of Grace
| Оценки критиков     | Оценки критиков |
| Источник            | Оценка          |
| ------------------- | --------------- |
| CCM Magazine        | [ 1 ]           |
| Cross Rhythms       | [ 2 ]           |
| Jesus Freak Hideout | [ 3 ]           |

The Dawn of Grace — пятый и рождественский студийный альбом американской группы Sixpence None the Richer, выпущенный 14 октября 2008 года на лейбле Nettwerk Music Group.

## История
The Dawn of Grace был спродюсирован Стивом Хиндалонгом и состоит из восьми традиционных рождественских песен, включая «Angels We Have Heard on High» и «Silent Night» с участием приглашённого вокалиста Дэна Хазелтайна из группы христианского рока Jars of Clay, а также двух оригинальных рождественских мелодий Sixpence под названием «The Last Christmas Without You» и «Christmas for Two». Подзаголовок на обложке гласит: A Collection of Original and Traditional Christmas Songs («Коллекция оригинальных и традиционных рождественских песен»). Хотя синглов с альбома выпущено не было, были выпущены два анимационных клипа на песни «Angels We Have Heard on High» и «Silent Night». Альбом занял 47-е место в чарте христианских альбомов США Christian Albums. Проведя четыре года в разлуке, группа воссоединилась для записи этого альбома.
Делюкс-версия была выпущена 15 ноября 2024 года, с ремастерингом песен и двумя новыми песнями.

## Список композиций
1. «Angels We Have Heard on High» — 4:15
2. «The Last Christmas Without You» (Matt Slocum, Steve Hindalong) — 3:12
3. «O Come, O Come, Emmanuel» — 3:06
4. «Silent Night» (при участии Dan Haseltine из Jars of Clay) — 4:28
5. «Riu Riu Chiu» — 3:06
6. «Carol of the Bells» — 2:24
7. «Christmas Island» (Lyle Moraine) — 2:33
8. «River» (Джони Митчелл) — 3:57
9. «Christmas for Two» (Leigh Nash, Kate York) — 3:09
10. «Some Children See Him» (Alfred Burt) — 4:14

### Список композиций (Делюксовое издание)
1. «I Believe in Father Christmas» — 3:19
2. «It Came Upon the Midnight Clear» — 3:47
3. «Angels We Have Heard on High (2024 Remaster)» — 4:15
4. «The Last Christmas (2024 Remaster)» (Matt Slocum, Steve Hindalong) — 3:12
5. «O Come, O Come, Emmanuel (2024 Remaster)» — 3:06
6. «Silent Night (2024 Remaster)» (при участии Dan Haseltine из Jars of Clay) — 4:28
7. «Riu Riu Chiu (2024 Remaster)» — 3:06
8. «Carol of the Bells (2024 Remaster)» — 2:24
9. «Christmas Island (2024 Remaster)» (Lyle Moraine) — 2:33
10. «River (2024 Remaster)» (Джони Митчелл) — 3:57
11. «Christmas for Two (2024 Remaster)» (Leigh Nash, Kate York) — 3:09
12. «Some Children See Him (2024 Remaster)» (Alfred Burt) — 4:14